# Giuseppe Pellegrino (politico 1856)
Giuseppe Pellegrino (Lecce, 27 ottobre 1856 – Lecce, 17 dicembre 1931) è stato un politico italiano e sindaco di Lecce.